# ʿAwamir
Die ʿAwamir (arabisch عوامر, DMG ʿAwāmir), Singular عامري / ʿĀmirī, sind ein Stamm von Beduinen und Dorfbewohnern im südlichen und östlichen Arabien. Zwar haben die Untergruppen der ʿAwamir untereinander wenig Kontakt, sind sich jedoch ihrer Verwandtschaft und Abstammung durchaus bewusst. Die östlich lebenden Abkömmlinge leben überwiegend nomadisch. Die Angehörigen der ʿAwamir gehören zumeist der schafiitischen oder hanbalitischen Rechtschule an, die östlichen ʿAwamir sind Ibaditen.

## Geographische Verteilung
Der Stamm unterteilt sich in drei Hauptgruppen, die sich geographisch folgendermaßen verteilen:
- al-Qaff zwischen dem südlichen Rand des ar-Rubʿ al-Ḫālī und dem Wādī Ḥaḍramaut
- südliche aẓ-Ẓafra zwischen Katar und al-Buraymī
- Oman